# 凱爾茜·巴勒里尼
凱爾茜·巴勒里尼 (英語：Kelsea Ballerini，1993年9月12日—)是一名美國鄉村音樂創作歌手。她於2015年推出首張大碟《第一次》，第二張大碟《毫無歉意》在2017年發行。她在2017年獲提名為格萊美獎最佳新人。巴勒里尼的兩張大碟中七首單曲均在公告牌熱門鄉村歌曲榜及鄉村電台榜獲得不俗成績。巴勒里尼在鄉村電台榜擁有四首冠軍單曲，包括《愛我就像你的意思是它》、《交往條款》、《初戀彼得潘》和《永恆傳奇》，令她成為繼卡麗·安德伍在2006年出道單曲獲得冠軍後第一位得此成就的女歌手，以及繼維諾娜·賈德後第一位在此榜單獲得三首冠軍單曲的女歌手。

## 早期生活
巴勒里尼在田納西州諾克斯維爾成長，她的父親艾德，擁有義大利血統，曾經是一名鄉村電台銷售經理。她的母親卡拉在Thomas Nelson出版社任職市場營銷及在一間贊助商工作。她是獨生女，3歲開始在Premiere Dance Studio 學習跳舞，學習舞蹈十年。她也曾在學校和教會加入合唱團。她在12歲為母親寫了一首歌並在15歲搬到納許維爾。她曾就讀於諾克斯維爾中央高中、田納西州百年高中，並於利普斯科姆大學僅完成了兩年課程。

## 演藝生涯

### 2019年至今: 《同名專輯》
在2019年7月，巴勒里尼透過Instagram確認她個人第三張錄音室專輯經已完成。同年9月發佈專輯首波主打曲《返校日皇后》，單曲在鄉村電台榜首登第22位，是出道以来在該榜單首次登榜排名最高的歌曲。在11月8日，巴勒里尼發佈專輯首支宣傳單曲《俱樂部》。
巴勒里尼在2020年1月宣佈《同名專輯》將會在2020年3月20日正式發行，並同步發行第二支宣傳單曲《洛杉磯情緣》。2月28日，巴勒里尼發佈歌曲《小酌一杯》，並透露專輯其他曲目，包括：和肯尼·薛士尼合唱的《Half of My Hometown》及和海爾希合唱的《The Other Girl》。

## 個人生活
2016年3月，巴勒里尼與澳洲鄉村歌手摩根·埃文斯約會，二人在同年12月25日訂婚，2017年12月2日，二人在墨西哥卡沃聖盧卡斯結婚。2022 年 8 月 29 日，巴勒里尼宣布與埃文斯離婚。 據透露，兩人於同年 11 月 3 日達成離婚協議，離婚手續則於同年 11 月 15 日完成。
2023年1月，巴勒里尼與外灘探秘男星切斯·史多克斯交往至今。

## 音樂風格

### 所受影響
巴勒里尼的音樂受到鄉村音樂及流行樂影響。凱爾茜·巴勒里尼指出她自小便受到流行音樂的影響：「我是聽流行歌曲長大的，雖然我是在東田納西的農場長大，但我並不知道什麼是鄉村音樂。」布蘭妮·斯皮爾斯、克莉絲汀·阿奎萊拉和超級男孩是早期影響她的藝人。直至她聽到凱斯·艾爾本的《蠢男孩》後，她決定透過聆聽泰勒·斯威夫特、甜園合唱團、狄克西女子合唱團的作品鑽研鄉村音樂。她視仙妮亞·唐恩為她音樂上最大的影響。

## 音樂作品
- 《第一次》 (The First Time) (2015)
- 《毫無歉意》 (Unapologetically) (2017)
- 《同名專輯》 (kelsea) (2020)

## 巡迴演唱會
- 第一次巡迴演唱會 (The First Time Tour) (2016) [23]
- 毫無歉意巡迴演唱會 (The Unapologetically Tour) (2018) [24]
- 想我多一點巡迴演唱會 (The Miss Me More Tour) (2019) [25]